# Ronja Steinborn
Ronja Steinborn (* 24. Dezember 1990 in Berlin als Ronja Döring) ist eine deutsche Moderne Fünfkämpferin. Ihre größten Erfolge bei Europameisterschaften sind der Gewinn der Bronzemedaille im Team 2013 und der zweite Platz in der Staffel 2016. Im Jahr 2017 wurde Steinborn Weltmeisterin in der Mixed-Staffel. 2018 gewann sie mit der Frauen-Staffel Silber bei den Weltmeisterschaften. Ihre stärksten Disziplinen sind das Reiten und der abschließende Combined-Wettkampf.

## Karriere
Ronja Steinborn begann im Jahr 2001 in ihrer Heimatstadt Berlin mit dem Modernen Fünfkampf. Bis zu ihrem Abitur 2011 besuchte sie die Berliner Poelchau-Oberschule (Eliteschule des Sports). 2007 wurde sie in Vilnius Jugend-Europameisterin im Einzel und im Team. Bei den Junioren-Weltmeisterschaften in Taiwan im Jahr 2009 gewann sie den Titel mit der Staffel. 
Im Seniorenbereich nahm Steinborn an den Europameisterschaften in den Jahren 2012 bis 2019 teil, wo sie stets das Finale erreichen konnte. 2013 gewann sie im Teamwettbewerb gemeinsam mit Annika Schleu und Lena Schöneborn die Bronzemedaille bei den Europameisterschaften im polnischen Drzonków. Durch ihre Leistungen bei den Weltcups in der Saison 2014 qualifizierte sie sich für die Weltmeisterschaften in Warschau. Im Mai 2015 wurde Steinborn in Berlin Deutsche Vizemeisterin, als sie sich knapp Lena Schöneborn geschlagen geben musste. Sie qualifizierte sich somit für die Teilnahme an den Weltmeisterschaften 2015, welche in ihrer Heimatstadt Berlin stattfanden. Im gleichen Jahr belegte sie bei den Military World Games 2015 in Südkorea den 12. Platz. In der Mixed-Staffel bei der Weltmeisterschaft 2016 in Moskau erreichte sie gemeinsam mit Fabian Liebig den siebten Platz. Im gleichen Jahr gewann sie mit ihrer Staffel-Kollegin Janine Kohlmann bei den Europameisterschaften in Sofia die Silbermedaille und wurde erneut Deutsche Vizemeisterin. Außerdem erreichte sie bei der Militär-Weltmeisterschaft den siebten Platz.
Im Jahr 2017 errang Steinborn beim Weltcup in Drzonków und beim Weltcup-Finale in Vilnius mit den Plätzen 9 und 13 gute Ergebnisse und wurde deshalb für die Europameisterschaften in Minsk und die Weltmeisterschaften in Kairo nominiert. Nachdem die Europameisterschaft recht enttäuschend verlaufen war, wurde Steinborn in Kairo gemeinsam mit Alexander Nobis Weltmeisterin in der Mixed-Staffel.
Im Jahr darauf musste sie sich bei den Deutschen Meisterschaften nur ihrer Trainingspartnerin Annika Schleu geschlagen geben. Kurze Zeit später bildeten Schleu und Steinborn bei der Weltmeisterschaft in Mexiko die deutsche Staffel und konnten Silber gewinnen. 2019 fanden die Deutschen Meisterschaften im Rahmen der „Finals - Berlin 2019“ statt. Dort konnte Steinborn erneut hinter Annika Schleu Silber gewinnen.
Steinborn gehörte bis März 2019 der Sportfördergruppe der Bundeswehr an und studierte neben ihrer Karriere Sportwissenschaft an der Humboldt-Universität zu Berlin. 
Zu der Saison 2021 beendete sie ihre aktive Karriere und arbeitet seitdem als Landestrainerin am Bundesstützpunkt in Berlin. Ronja Steinborn ist die Schwiegertochter von Fred Steinborn.

## Erfolge
- 2007: Jugend-Europameisterin (Einzel und Team)
- 2009: Junioren-Weltmeisterin (Staffel)
- 2013: EM-Bronzemedaille mit der Mannschaft
- 2015: Deutsche Vizemeisterin
- 2016: Vize-Europameisterin (Staffel), Deutsche Vizemeisterin
- 2017: Weltmeisterin Mixed-Staffel
- 2018: Vize-Weltmeisterin (Staffel), Deutsche Vizemeisterin
- 2019: Deutsche Vizemeisterin